# Roger Verey

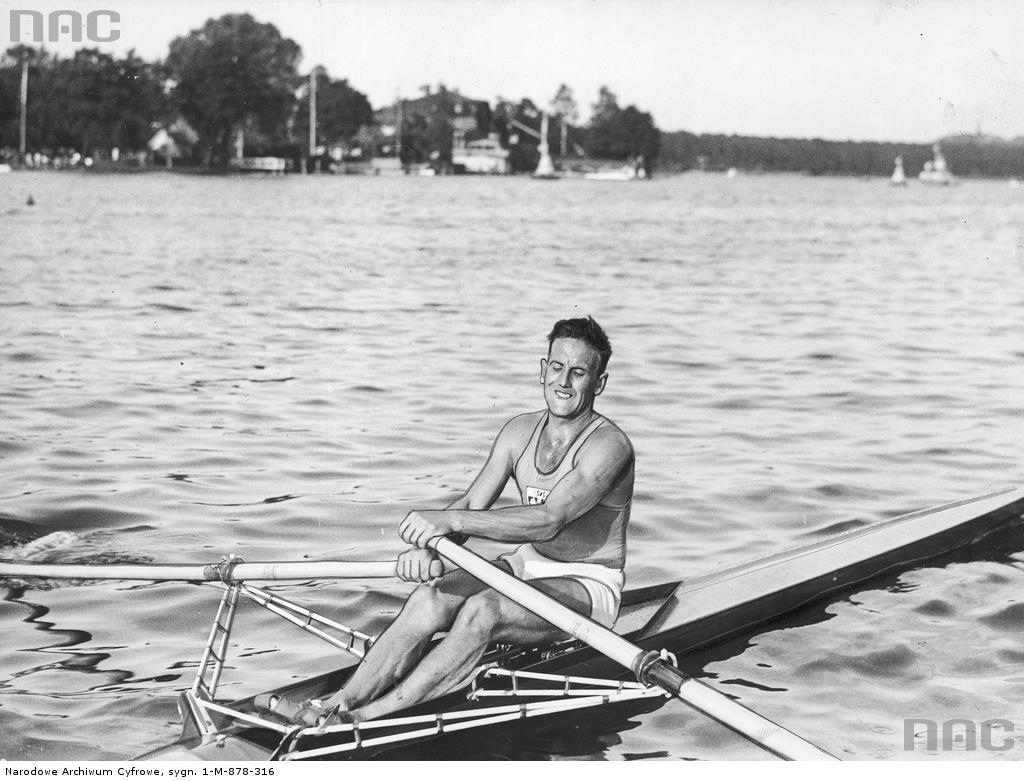
Roger Verey, Berlin 1936

Roger Roland Verey (* 14. März 1912 in Lausanne; † 6. September 2000 in Krakau) war ein polnischer Ruderer.
Verey stammte aus einer ungarisch-polnischen Anwaltsfamilie und wuchs in Südfrankreich auf. 1929, nach dem Tod des Vaters, siedelte die Familie nach Polen über, wo Roger Französisch-Unterricht erteilte und nebenbei in Warschau Sport studierte. In seiner Jugend hatte er sich für Schwimmen und Fußball interessiert, in Polen begann er dann aber mit dem Rudersport. 
Vevey startete für seinen Verein, den AZS Krakau, im Einer und Doppelzweier. Zwischen 1931 und 1949 wurde er vierzehn Mal polnischer Meister im Einer, zwischen 1932 und 1949 achtmal im Doppelzweier (mit Jerzy Ustupski und später mit Dezső Csaba). Bei Europameisterschaften gewann er sieben Medaillen, darunter 2 goldene im Einer (1933, 1935) und eine im Doppelzweier (1935). 1937 wurde er Studentenweltmeister im Einer.
Bei den Olympischen Spielen 1936 in Berlin gewann er im Doppelzweier die Bronzemedaille. Schon im Jahr zuvor war er zu Polens Sportler des Jahres gewählt worden. Zwischen 1931 und 1949 war er bei in Polen ausgetragenen Regatten unbesiegt.
Während des Zweiten Weltkrieges lebte er in Krakau und arbeitete als Straßenbahnschaffner. Nach 1945 konnte er an seine alten Erfolge altersbedingt nicht mehr ganz anknüpfen und begann als Trainer zu arbeiten. 1958 wanderte er nach Belgien aus, wo er weiterhin als Trainer arbeitete. Der von ihm betreute Doppelzweier belegte bei den Olympischen Spielen 1960 in Rom den 6. Platz. 1988 kehrte Verey nach Polen zurück und ließ sich in Krakau nieder, wo er auch starb. Zuvor waren noch seine Erinnerungen unter dem Titel 40.000 kilometrów na skifie erschienen.